# Atletismo nos Jogos Olímpicos de Verão da Juventude de 2010 - 100 m com barreiras feminino
As provas dos 100m com barreiras feminino do atletismo nos Jogos Olímpicos de Verão da Juventude de 2010 foram realizadas nos dias 17 (qualificatória) e 21 de agosto (finais), no Estádio Bishan, em Singapura. 18 atletas estavam inscritas neste evento.

## Medalhistas
| Ouro   | RUS Ekaterina Bleskina |
| Prata  | AUS Michelle Jenneke   |
| Bronze | SUI Noemi Zbaeren      |

## Eliminatórias

### Eliminatória 1
| Pos. | Raia | Nome              | País               | Tempo | Notas         | Final |
| ---- | ---- | ----------------- | ------------------ | ----- | ------------- | ----- |
| 1    | 5    | Trinity Wilson    | USA Estados Unidos | 13.88 |               | A     |
| 2    | 6    | Jana Sotáková     | CZE Chéquia        | 13.98 |               | A     |
| 3    | 3    | Kayla Gilbert     | RSA África do Sul  | 14.19 |               | B     |
| 4    | 2    | Wei Ning Goh      | SIN Singapura      | 15.01 |               | C     |
| 5    | 5    | Silvia Panguana   | MOZ Moçambique     | 15.09 |               | C     |
|      | 4    | Karolina Kołeczek | POL Polônia        |       | Não completou | C     |

### Eliminatória 2
| Pos. | Raia | Nome             | País           | Tempo | Notas | Final |
| ---- | ---- | ---------------- | -------------- | ----- | ----- | ----- |
| 1    | 4    | Megan Simmonds   | JAM Jamaica    | 13.64 |       | A     |
| 2    | 6    | Zheng Yarong     | CHN China      | 13.76 |       | A     |
| 3    | 3    | Noemi Zbaeren    | SUI Suíça      | 13.78 |       | A     |
| 4    | 5    | Nat Isaac        | PUR Porto Rico | 14.25 |       | B     |
| 5    | 2    | Salma Abdelhamid | TUN Tunísia    | 14.61 |       | C     |
| 6    | 7    | Marija Sciberras | MLT Malta      | 14.82 |       | C     |

### Eliminatória 3
| Pos. | Raia | Nome                  | País          | Tempo | Notas | Final |
| ---- | ---- | --------------------- | ------------- | ----- | ----- | ----- |
| 1    | 5    | Ekaterina Bleskina    | RUS Rússia    | 13.32 |       | A     |
| 2    | 4    | Michelle Jenneke      | AUS Austrália | 13.65 |       | A     |
| 3    | 3    | Franziska Hofmann     | GER Alemanha  | 13.97 |       | A     |
| 4    | 6    | Sade-Mariah Greenidge | BAR Barbados  | 14.02 |       | B     |
| 5    | 7    | Tamara Alexandrino    | BRA Brasil    | 14.29 |       | B     |
| 6    | 2    | Motoko Nakahara       | JPN Japão     | 14.32 |       | B     |

## Finais

### Final C
| Pos. | Raia | Nome              | País           | Tempo | Notas      |
| ---- | ---- | ----------------- | -------------- | ----- | ---------- |
| 1    | 4    | Marija Sciberras  | MLT Malta      | 14.69 |            |
| 2    | 6    | Silvia Panguana   | MOZ Moçambique | 14.77 |            |
| 3    | 5    | Salma Abdelhamid  | TUN Tunísia    | 14.88 |            |
| 4    | 3    | Wei Ning Goh      | SIN Singapura  | 14.92 |            |
|      | 2    | Karolina Kołeczek | POL Polônia    |       | Não largou |

### Final B
| Pos. | Raia | Nome                  | País              | Tempo | Notas |
| ---- | ---- | --------------------- | ----------------- | ----- | ----- |
| 1    | 4    | Sade-Mariah Greenidge | BAR Barbados      | 13.83 |       |
| 2    | 3    | Kayla Gilbert         | RSA África do Sul | 14.03 |       |
| 3    | 6    | Nat Isaac             | PUR Porto Rico    | 14.08 |       |
| 4    | 5    | Tamara Alexandrino    | BRA Brasil        | 14.12 |       |
| 5    | 2    | Motoko Nakahara       | JPN Japão         | 14.29 |       |

### Final A
| Pos.              | Raia | Nome               | País               | Tempo | Notas |
| ----------------- | ---- | ------------------ | ------------------ | ----- | ----- |
| Medalha de ouro   | 3    | Ekaterina Bleskina | RUS Rússia         | 13.34 |       |
| Medalha de prata  | 6    | Michelle Jenneke   | AUS Austrália      | 13.46 |       |
| Medalha de bronze | 8    | Noemi Zbaeren      | SUI Suíça          | 13.50 |       |
| 4                 | 5    | Megan Simmonds     | JAM Jamaica        | 13.62 |       |
| 5                 | 4    | Zheng Yarong       | CHN China          | 13.71 |       |
| 6                 | 7    | Trinity Wilson     | USA Estados Unidos | 13.71 |       |
| 7                 | 1    | Franziska Hofmann  | GER Alemanha       | 13.77 |       |
| 8                 | 2    | Jana Sotáková      | CZE Chéquia        | 13.99 |       |